# Вільякіран-де-ла-Пуебла
Вільякіран-де-ла-Пуебла (ісп. Villaquirán de la Puebla) — муніципалітет в Іспанії, у складі автономної спільноти Кастилія-і-Леон, у провінції Бургос. Населення — 48 осіб (2010).
Муніципалітет розташований на відстані близько 210 км на північ від Мадрида, 34 км на захід від Бургоса.

## Демографія
Динаміка населення (INE ):